# بيت النفيشي (المخادر)

تعديل مصدري - تعديل

بيت النفيشي محلة تابعة لقرية رهيش، التابعة لعزلة بني سرحة بمديرية المخادر إحدى مديريات محافظة إب في الجمهورية اليمنية، بلغ تعداد سكانها 76 حسب تعداد اليمن لعام 2004.